# Ballet d'action
Il ballet d'action o ballet en action o ballet-pantomime è uno spettacolo di balletto narrativo, in cui la trama si sviluppa per mezzo della danza e della pantomima. Inizia a comparire nel primo decennio del Settecento e incontra notevole successo sino all'inizio dell'Ottocento, epoca in cui prende le forme del balletto romantico.

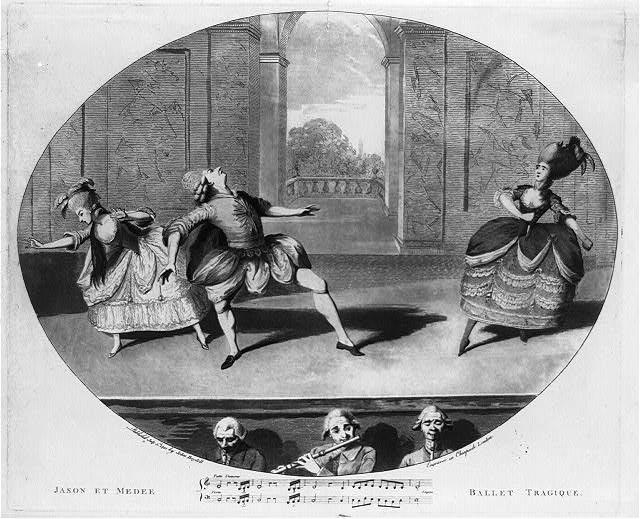
Jason et Médée, ballet d'action di Noverre, 1767

## Portata innovativa del ballet d'action
Il "ballet d'action" segna una svolta epocale nella storia della danza teatrale. Questa, sino ad allora, era stata utilizzata come una componente di spettacoli di contenuto misto, in cui si accompagnava, oltre che alla musica, a varie altre forme sceniche, quali canto e recitazione, con funzione di mero gradevole intermezzo. Priva di una trama e finalizzata al puro piacere estetico, rispondeva ad esigenze di semplice spettacolarità e restava collegata spesso in modo molto tenue e formale con il soggetto dell'opera complessiva. Per la prima volta, invece, con il "ballet d'action", la danza si emancipa dal canto e dalla declamazione ed esprime un contenuto drammatico, cioè una trama. Il coreografo, chiamato all'epoca "maître des ballets", assume perciò un ruolo fondamentale. Tutti gli elementi scenici verranno utilizzati al servizio della trama, per potenziare il suo contenuto drammatico, rendere vivi i personaggi e colpire l'immaginazione del pubblico, non più sotto un profilo estetico, ma toccando le sue emozioni. A tal fine, diviene fondamentale l'espressività del gesto danzato, che si accompagna a parti di mimo vero e proprio. Tutti gli altri elementi dello spettacolo, musica, effetti sonori, scenografia e costumi, saranno concepiti in modo da potenziare questo messaggio espressivo.

## Storia
Sin dal Seicento, brevi intermezzi danzati e mimati dal contenuto narrativo erano comparsi negli spettacoli delle troupes itineranti della commedia dell'arte.
L'inglese John Weaver, autore di The Loves of Mars and Venus (1717), è però il primo a teorizzare la necessità che il balletto rappresentato nei teatri sia espressivo, affermando che i movimenti del corpo possono tradurre atteggiamenti e sentimenti, descrivere azioni e passioni. Egli afferma di voler ridar vita in questo modo al pantomimo classico di età greca e latina. Il "ballet-pantomime" si diffonde in tutta Europa nella prima metà del settecento e riscuote particolare successo nei Théâtres de la Foire (teatri delle fiere), all'Opéra-Comique e al Théâtre-Italien di Parigi, grazie a coreografi come Jean-Baptiste Dehesse e Franz Anton Hilverding. A partire dal 1737, riscossero grande successo di pubblico i balletti eroici pantomimici dell'Hilverding, che si ispiravano al teatro antico. Si trattava di una vera e propria traduzione in balletto di grandi tragedie classiche, o di soggetti imperniati sulle vicende di eroi mitologici (Britannicus degli ultimi anni 1740, Pigmalione del 1756). J.B. De Hesse crea invece balletti di tono leggero e divertente, strutturati in scenette che portano alla ribalta personaggi non immaginari né eroici, bensì tratti dalla realtà popolare dell'epoca.
Nel 1754, nel suo trattato sulla danza  Louis de Cahusac afferma il principio che la danza non debba limitarsi ad un mero sfoggio di abilità tecnica, e che sia in grado, in sé, di rappresentare il vissuto umano in tutte le sue forme.
Ma i grandi maestri del nuovo genere di balletto sono Gasparo Angiolini et Jean-Georges Noverre. In particolare, Noverre, in seguito a numerosi incontri con il grande attore inglese David Garrick, avvenuti tra il 1755 e il 1757, sperimenta il balletto narrativo in oltre un centinaio di opere, fra le quali Médée et Jason (1767).
È lui a creare il termine " ballet d'action " o "ballet en action" e nel suo trattato Lettres sur la danse del 1760 ne espone i principi e le regole. Noverre applica negli spettacoli da lui creati, tutti gli aspetti della sua teoria .
La profonda riforma della danza introdotta con il ballet d'action riflette le correnti di pensiero illuministiche dell'epoca, ed è coerente in particolare con l'inserzione della danza fra le "arti imitative", illustrata da Denis Diderot nel 1752.
I discepoli di Noverre, Maximilien e Pierre Gardel, diffonderanno il nuovo genere in tutta Europa. Alla fine del Settecento e ai primi dell'Ottocento, i principi del "ballet d'action" verranno sostenuti e applicati, in Francia da Jean Dauberval e Gaetano Vestris, e in Italia da Salvatore Viganò, che creerà una sua personale elaborazione denominata "Coreodramma", con opere in cui mira ad una sempre maggiore integrazione delle varie componenti, giungendo talvolta a comporne anche la musica.

Con l'avvento del Romanticismo, il balletto, pur esaltando la sua funzione narrativa, si svincolerà gradualmente dagli elementi di mimo, per lasciare spazio alla danza quale unico strumento espressivo.

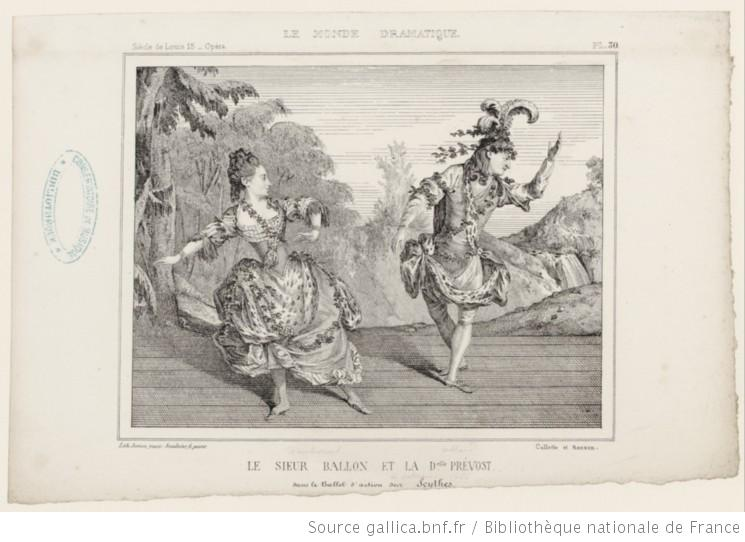

 All'epoca però, per definire balletti narrativi romantici, come ad esempio La Péri, o Le Diable amoureux, resterà usato il termine "ballet-pantomime".

## Il ballet d'action di Noverre
Sin quando la danza aveva avuto funzione di mero intermezzo, in opere di contenuto misto, la sua finalità era stata generalmente solo quella di rafforzare l'effetto di una scena cantata o declamata immediatamente precedente. I protagonisti della storia rappresentata erano quindi sempre cantanti o attori, e mai ballerini. Nel ballet d'action invece, che narra autonomamente una vicenda, i protagonisti della stessa sono i danzatori.
I gesti mimati cui ricorre Noverre non sono convenzionali o stilizzati, come egli stesso precisa nelle sue opere, cioè non sono presi a prestito dalla tradizione della commedia dell'arte, e neppure dalla gestualità formale degli spettacoli di corte. Si tratterà invece di un "grido della natura" che proviene dai più intimi e profondi sentimenti dell'uomo, di cui il corpo costituisce il mezzo di comunicazione più diretto . Noverre cura in particolar modo l'espressività della parte superiore del corpo, viso e braccia.
Poiché non è possibile esprimere a gesti una narrazione complessa, come quella delle opere teatrali, il balletto racconterà la vicenda mediante il susseguirsi di "quadri viventi". Per Noverre, il balletto è appunto "pittura vivente": la scena è la tela, i movimenti dei danzatori, le scene, i costumi e la musica costituiscono i colori, a disposizione di quell'ideale pittore che è il coreografo. A tal fine, Noverre si dedica allo studio delle arti figurative e dell'architettura di cui applica scrupolosamente le regole, in materia di prospettiva, proporzione e luce. L'uso dello spazio, del colore e delle luci, così come di suggestivi effetti sonori e di macchinari teatrali, sono calibrati per interagire con l'azione, il gesto espressivo e la danza, al fine unico di creare nel pubblico forti emozioni. Nella stessa ottica, si pone anche la necessità, per la prima volta, che il pubblico dei teatri stia al buio, in silenzio, e ad una certa distanza, rispetto alla scena.
L'espressività richiesta al danzatore, che interpreta un personaggio e narra una vicenda, apre la porta ad altre riforme che si riveleranno molto importanti per la storia della danza: l'abbandono della maschera, indossata sino ad allora in scena dai ballerini, e una nuova concezione dei costumi che, più che rispondere a meri criteri estetici o di sontuosità, dovranno anch'essi divenire strumenti del messaggio espressivo, e quindi descrivere il personaggio e i suoi sentimenti. 
D'altra parte, la scelta dei soggetti riflette lo sforzo di rappresentare un vissuto contemporaneo. Noverre attinge infatti anche lui alla commedia e alla tragedia, ma non più solo a quella antica, ispirandosi alle opere di Molière, Corneille, Metastasio e Wieland.
La maggior parte di questi principi, oltre ad essere presi a fondamento delle loro creazioni, dai coreografi europei dei due secoli successivi, sono da ritenere validi tutt'oggi, in presenza di balletti dal contenuto narrativo.

## Il dibattito fra Angiolini e Noverre
Sulle caratteristiche proprie del nuovo genere di balletto, si svolse un acceso dibattito fra i suoi stessi teorici, Noverre e Angiolini. La controversia riguardava alcune questioni di fondo: Angiolini riteneva infatti che i gesti mimati dovessero integrarsi in quelli di danza, nel rispetto della musica ("pantomima misurata") , laddove Noverre tendeva a mantenere distinte le due forme, riservando l'uso della danza mimata, del tutto libera, ai momenti drammatici, e utilizzando invece per le scene d'azione una camminata a tempo di musica detta "camminata misurata". Altre questioni controverse furono quella del rispetto o meno del principio delle tre unità del teatro classico (di tempo, di luogo e di azione), ritenuto insuperabile da Angiolini e non da Noverre , e quella della necessità o meno del programma/libretto, propugnato dal Noverre per aiutare il pubblico nella comprensione della trama. Il libretto, da quell'epoca, e per tutto l'Ottocento, diverrà un componente necessario del balletto.
Al di là delle questioni di principio, i due grandi coreografi si contendono anche il merito dell'invenzione del nuovo genere di balletto.

## I tre generi
Per rispondere alle esigenze di narrazione del "ballet d'action", la gestualità e la mimica devono mutare, a seconda del genere di trama scelta, seria o divertente, così come, per esprimersi al meglio, il danzatore deve essere fisicamente, esteticamente e tecnicamente adatto al personaggio che interpreta. 
Ecco perché Noverre sente la necessità di distinguere tre generi di danza (e quindi di danzatore): la danse noble (danza nobile) ossia « danza seria ed eroica che porta in sé il carattere della tragedia. La danza mista o semi-seria, che viene chiamata abitualmente demi-caractère, cioè il genere della commedia nobile, anche detto haut-comique. La danza grottesca (o danse comique), che viene chiamata impropriamente pantomime in quanto non dice nulla, prende in prestito i suoi elementi distintivi dalla commedia di genere comico, allegro e gradevole ».
Nella pratica, questi generi subirono molte commistioni, ragion per cui nel 1817, all'Opéra de Paris, il conte de Pradel dovette intervenire per meglio definire le tre categorie. Nel 1818 i maîtres de ballet Pierre Gardel et Louis Milon distinsero, in base alle caratteristiche del danzatore, alle sue peculiari capacità coreutiche, al personaggio interpretato, al genere di musica e al tipo di passi da eseguire:

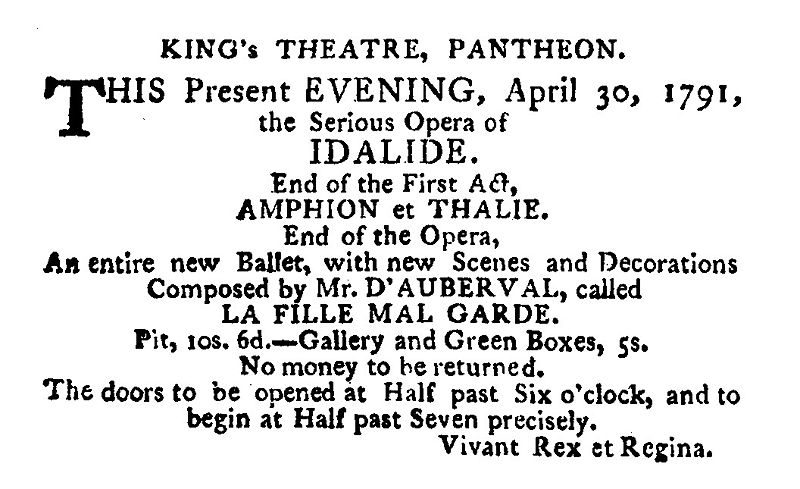
La fille mal gardée di Jean Dauberval, 1791

- La danse noble
- La danse demi-caractère
- La danse comique.